# Forest Hills (Tennessee)
Forest Hills is een plaats (city) in de Amerikaanse staat Tennessee, en valt bestuurlijk gezien onder Davidson County.

## Demografie
Bij de volkstelling in 2000 werd het aantal inwoners vastgesteld op 4710.
In 2006 is het aantal inwoners door het United States Census Bureau geschat op 5319, een stijging van 609 (12,9%).

## Geografie
Volgens het United States Census Bureau beslaat de plaats een oppervlakte van
24,0 km², geheel bestaande uit land.

## Plaatsen in de nabije omgeving
De onderstaande figuur toont nabijgelegen plaatsen in een straal van 12 km rond Forest Hills.